# گذرگاه ارتباطی وسیله نقلیه
گذرگاه ارتباطی وسیله نقلیه (به انگلیسی: Vehicle bus) یک شبکه ارتباطی داخلی تخصصی است که اجزای درون یک وسیله نقلیه (برای مثال، خودرو، اتوبوس، قطار، وسیله نقلیه صنعتی یا کشاورزی، کشتی یا هواپیما) را به هم متصل می‌کند. به بیان ساده‌تر، در صنعت الکترونیک و ارتباطات، «گذرگاه» ابزاری‌ است که چند دستگاه الکتریکی یا الکترونیکی را به یکدیگر پیوند می‌دهد. به دلیل وجود مجموعه‌ای از الزامات ویژه کنترلی در وسیله نقلیه، استفاده از پروتکل‌های با رواج کمتر اجتناب ناپذیر است.این الزامات شامل مواردی همچون اطمینان از تحویل پیام، جلوگیری از تداخل پیام‌ها، به حداقل رساندن زمان تحویل پیام، هزینه پایین و مقاومت در برابر نویز الکترومغناطیسی، ایجاد افزونگی در مسیر ارتباطی، و دیگر ویژگی‌ها می‌شود. 
از جمله این پروتکل‌های با رواج کمتر می‌توان به شبکه ناحیه کنترل، شبکه اتصال محلی (لین) و دیگر موارد اشاره کرد و فناوری‌های متداول شبکه‌های رایانه‌ای (همچون اترنت و تی‌سی‌پی/آی‌پی) به ندرت استفاده می‌شوند، مگر در هواپیماها که پیاده‌سازی‌هایی از ARINC 664 مانند اترنت سوییچ‌شده دوبلکسِ کاملِ هوانوردی به کار می‌رود. هواپیماهایی که از AFDX بهره می‌برند عبارت‌اند از بوئینگ ۷۸۷، ایرباس A۴۰۰ام و ایرباس ای۳۸۰. قطارها معمولاً از شبکه اترنتِ واگن استفاده می‌کنند. تمام خودروهای فروخته‌شده در ایالات متحده از سال ۱۹۹۶ ملزم به داشتن کانکتور عیب‌یابِ روی‌برد (اوبی‌دی) برای دسترسی به کنترل‌کننده‌های الکترونیکی خودرو هستند.

## پیش‌زمینه
پیشرفت‌های صنعت الکترونیک به طور عام، و مقررات دولتی (بویژه در ایالات متحده) به طور خاص، نیروهای محرکه اصلی در توسعه فناوری شبکه ارتباطی در وسایل نقلیه بوده‌اند که با هدف سازگارتر کردن خودروها با محیط زیست وضع شدند.
با سخت‌گیرانه‌تر شدن استانداردهای آلایندگی خودروها، رسیدن به درجه‌ای از سطح کنترل لازم در وسیله‌های نقلیه بدون کمک دستگاه‌های محاسباتی روی‌برد ناممکن شد. دستگاههای الکترونیکی روی‌برد به طور چشم‌گیری در کارایی وسیله، آسایش سرنشینان، سهولت تولید و به‌صرفه بودن هزینه‌ها نقش داشته‌اند.
در گذشته، یک رادیوی خودرو احتمالاً تنها وسیله الکترونیکی داخل خودرو بود، اما دوره حاضر تقریباً همه اجزای وسیله نقلیه به نوعی قابلیت الکترونیکی دارد. ماژول‌های الکترونیکی رایج در خودروهای امروزی شامل واحد کنترل موتور (ای‌سی‌یو), واحد کنترل جعبه‌دنده (تی‌سی‌یو), سیستم ترمز ضدقفل (اِی‌بی‌اِس) و ماژول‌های کنترل بدنه (بی‌سی‌اِم) هستند.
یک ماژول کنترل الکترونیکی معمولاً ورودی خود را از حسگرها (سرعت، دما، فشار و غیره) می‌گیرد و از آن‌ها در محاسباتش استفاده می‌کند. عملگرهای مکانیکی نیز بر اساس دستورهای ارسال‌شده از ماژول‌ها عمل می‌کنند (مثلاً روشن کردن فن خنک‌کننده یا تعویض دنده). ماژول‌ها در طول عملکرد عادی وسیله باید میان خود داده مبادله کنند. برای نمونه، موتور باید دور خود را به جعبه‌دنده اطلاع دهد و جعبه‌دنده نیز باید هنگام تعویض دنده این موضوع را به ماژول‌های دیگر گزارش کند. این نیاز به تبادل سریع و مطمئن داده منجر به توسعه شبکه ارتباطی وسیله نقلیه شده است که به‌عنوان بستری به منظور تبادل داده تلقی می‌شود.
صنعت خودروسازی به سرعت به این درک رسید که سیم‌کشی هر ماژول به تک‌تک ماژول‌های دیگر بسیار پیچیده است. چنین طراحی سیم‌کشی نه تنها پیچیده بود، بلکه بسته به ماژول‌های نصب‌شده در هر خودرو، باید دچار تغییر می‌شد. مثلاً سیم‌کشی خودروی بدون اِی‌بی‌اِس با خودروی دارای اِی‌بی‌اِس دارای تفاوت است.
راهکار صنعت ایجاد یک شبکه متمرکز در وسیله نقلیه بود. با این راهکار ماژول‌ها می‌توانستند به سادگی به شبکه «وصل» شوند و با هر ماژول دیگری که روی شبکه نصب شده بود ارتباط برقرار کنند. این روش طراحی، تولید را ساده‌تر، نگهداری را آسان‌تر و امکان افزودن یا حذف ویژگی‌های مختلف به وسیله را بدون تأثیر بر کل معماری سیم‌کشی فراهم کرد. هر ماژول (که یک گره در شبکه وسیله نقلیه در نظر گرفته می‌شود) اجزای خاص و مرتبط با وظیفه خود را کنترل می‌کند و در صورت لزوم با دیگر ماژول‌ها از طریق یک پروتکل ارتباطی استاندارد روی شبکه وسیله نقلیه تبادل داده دارد.
شبکه‌ها پدیده جدیدی نبودند، اما کاربرد آن‌ها در وسایل نقلیه نوظهور بود. شبکه‌های مورد استفاده در وسایل نقلیه باید ویژگی‌های زیر را دارا می‌بودند:
- تامین هزینه پایین
- ایمنی در برابر اختلال ارتباطی بیرونی
- قابلیت کار در محیط‌های خشن
- استحکام و قابلیت اطمینان کلی

اگرچه شبکه ارتباطی وسیله نقلیه به طور نسبی نیاز به گذرداد شبکه اندکی داشت، ولی نیاز فزاینده به پردازش‌ها روی‌برد همچنان این شبکه‌ها را به سمت فراهم کردن ارتباط پرسرعت‌تر میان ماژول‌ها سوق می‌دهد. "گذرگاه ناحیه کنترل" شامل گیرنده و فرستنده برای انتقال میزبان به کنترلر و پیوند میان رایانه‌هاست.

## ‌پروتکل‌ها، هادی‌های فیزیکی و کانکتورها
در وسایل نقلیه ساخته‌شده توسط سازندگان مختلف، شبکه‌ها و پروتکل‌های متعددی در به کار می‌رود. شرکت‌های بسیاری در پی استانداردسازی پروتکل ارتباطی هستند، اما تاکنون یک پروتکل واحد، نهایی نشده است.

### پروتکل‌ها
پروتکل‌های متداول گذرگاه وسایل نقلیه عبارت‌اند از:
- آی۲‌سی
- گذرگاه صوتی وسیله نقلیه[ح] A²B – پروتکل توزیع صوتی توسعه یافته توسط آنالوگ دیوایسز
- SPI
- AFDX
- ARINC 429
- Byteflight
- CAN – گذرگاه سریال کم‌هزینه برای اتصال قطعات خودرو
- D2B – گذرگاه چندرسانهای پرسرعت
- FlexRay – پروتکل عمومی پرسرعت با ویژگی‌های ایمنی بحرانی IDB-1394
- IEBus
- ISO 9141-1/-2
- J1708 و J1587
- J1850
- J1939 و ISO 11783 – اقتباسی از CAN برای خودروهای تجاری (J1939) و کشاورزی (ISO 11783)
- Keyword Protocol 2000 (KWP2000) – پروتکل دستگاه‌های عیب‌یاب (روی خط سریال یا CAN)
- LIN – زیرشبکه بسیار کم‌هزینه درون‌خودرویی
- MOST – رابط چندرسانه‌ای پرسرعت
- Multifunction Vehicle Bus – بخشی از شبکه ارتباطی قطار IEC 61375
- SMARTwireX
- VAN – شبکه ناحیه وسیله
- UAVCAN – پروتکلی ساده برای ارتباطات وسایل هوایی بدون سرنشین، ماهواره‌ها و ربات‌ها

### هادی فیزیکی انتقال
نمونه‌هایی از رابط‌های فیزیکی در شبکه‌های وسایل نقلیه:
- ارتباط از طریق خط برق
- آی‌تریپل‌ئی ۱۳۹۴ [۱]
- سیم تک‌رشته
- زوج به هم‌تابیده
- فیبر نوری
- MIL-STD-1553 که برای هوانوردی نظامی توسعه یافت و اکنون در فضاپیماها نیز به کار می‌رود؛ برای MiG-35 نیز پذیرفته شده است.[۲]
- MIL-STD-1773 که اساساً همان MIL-STD-1553 ولی با کابل نوری است.

### کانکتورها
- OBD-2 (۱۶ پین)
  - بسیاری از تولیدکنندگان بزرگ خودرو از استانداردهای اختصاصی گذرگاه وسیله نقلیه خود استفاده می‌کنند یا پیام‌های اختصاصی خود را بر روی پروتکل‌های باز مانند کَن قرار می‌دهند.
- J1939 (۹ پین)
  - خودروهای تجاری کلاس ۱ یا ۲ کانکتورهایی دارند که ارتباط مبتنی بر کَن طبق پروتکل SAE J1939 را پشتیبانی می‌کنند.

## کاربرد پروتکل‌ها
| پروتکل/نسخه    | سال آغاز/پایان | سازنده                                    | نوع وسیله                 |
| -------------- | -------------- | ----------------------------------------- | ------------------------- |
| K-LINE         | ۲۰۰۶           | هوندا                                     | خودرو                     |
| FlexRay        | ۲۰۰۸-؟         | ب‌ام‌و                                      | خودرو                     |
| FlexRay        | ۲۰۰۸-؟         | فولکس‌واگن                                 | خودرو                     |
| FlexRay        | ۲۰۰۸-؟         | دایملر اِی‌جی                               | خودرو                     |
| FlexRay        | —              | جنرال موتورز                              | خودرو                     |
| CAN            | ۱۹۸۶           | بوش                                       | بسیاری از وسایل نقلیه     |
| MOST           | ؟              | فورد، ب‌ام‌و، دایملر، و جنرال موتورز        | خودرو                     |
| J1850          | —              | جنرال موتورز                              | خودرو                     |
| J1850          | ۲۰۰۸-؟         | کرایسلر                                   | خودرو                     |
| J1850          | —              | فورد                                      | خودرو                     |
| APC            | —              | فورد                                      | خودرو                     |
| ISO-9141-I/-II | ۲۰۰۸-؟         | فورد                                      | خودرو                     |
| VAN            | ۲۰۰۰-؟         | PSA پژو–سیتروئن                           | خودرو                     |
| VAN            | ۲۰۰۸-؟         | رنو                                       | خودرو                     |
| J1939          | ۲۰۰۵–تاکنون    | متعدد                                     | کامیون‌های سنگین (رده ۵–۸) |
| J1708/1587     | ۱۹۸۵–تاکنون    | Volvo AB و بیشتر سازندگان آمریکایی کامیون | کامیون‌های سنگین (رده ۵–۸) |
|                | ۱۹۷۰-؟         | لاکهید مارتین                             | هواپیما                   |
|                | ۱۹۷۰-؟         | لاکهید مارتین                             | هواپیما                   |

## مراجع
1. ↑  Philips, E.H. (5 February 2007). "The Electric Jet". Aviation Week & Space Technology.
2. ↑  "MiG-35 Multi-Role Combat Aircraft". Defense Update. Israel. 2009. Archived from the original on 14 March 2007. Retrieved 17 March 2007.